# 香園圍邊境管制站公共運輸交匯處

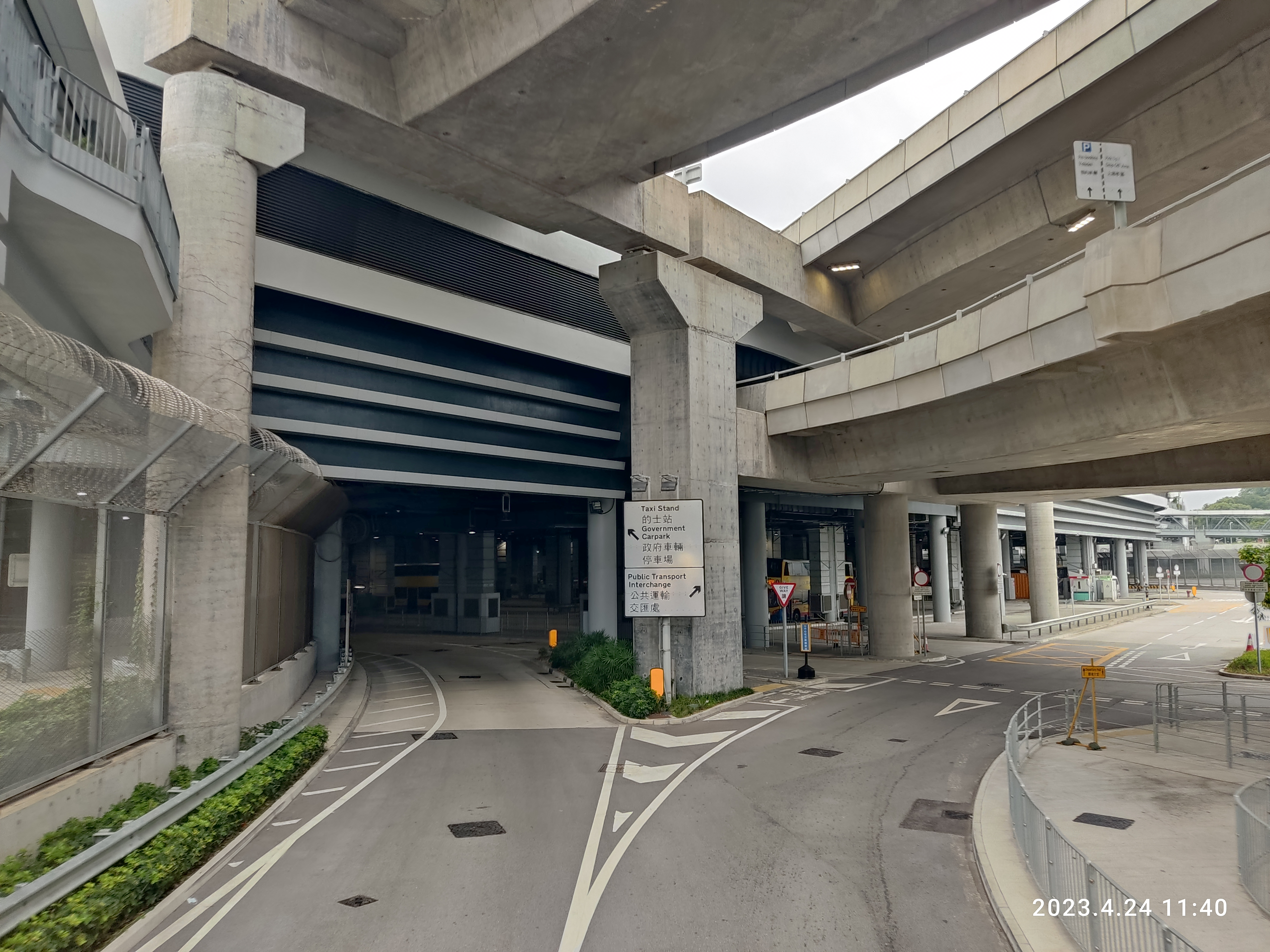
香園圍邊境管制站公共運輸交匯處入口

香園圍邊境管制站公共運輸交匯處（英語：Heung Yuen Wai Boundary Control Point Public Transport Interchange）是位於香港新界北區香園圍邊境管制站客運大樓地下，內裏分設多組鋸齒形車站，集巴士總站、專綫小巴總站、非專營巴士上落客區和的士站於一身。
有別於深圳灣管制站，由於香園圍口岸設有停車場供旅客停泊車輛後離境，因此只有旅檢大樓與車輛通關廣場等設施納入邊境禁區範圍，公共運輸交匯處在禁區範圍以外。市民乘車出入該處或在站內逗留，皆毋須持有旅行證件或邊境禁區通行證。

## 歷史
- 香園圍邊境管制站客運部分於2023年2月6日投入運作，城巴B7線及新界專綫小巴59S線同日起投入服務，此站隨之而啟用。

## 總站路線資料（巴士）

### 城巴B7線
- 上水（寶運路） ↔ 香園圍口岸

於2023年2月6日開辦，途經天平邨、粉嶺站及香園圍公路的服務。

### 城巴B7X線
- 上水站 → 香園圍口岸

### 城巴B8線
- 大圍站 ↔ 香園圍口岸

於2023年2月11日開辦，途經沙田圍、富豪花園、石門、大埔墟、太和及香園圍公路的服務。

### 九龍巴士B9線
- 屯門站 ↔ 香園圍口岸（蓮塘）

於2023年2月11日開辦，途經屯門公路、元朗公路、元朗形點、新田公路、粉嶺公路及香園圍公路的服務。

### 九龍巴士B9A線
- 元朗（西） ↔ 香園圍口岸（蓮塘）

於2024年5月4日開辦，途經元朗大馬路、元朗形點、新田公路、粉嶺公路及香園圍公路的服務，只於星期六、日及公眾假期提供服務。

## 總站路線資料（專線小巴）

### 新界區專線小巴59S線
- 上水站 ↔ 香園圍口岸

於2023年2月6日開辦，途經蓮麻坑路、文錦渡路及石湖墟的服務。

## 鄰近地點
- 深圳河
- 打鼓嶺
- 香園圍管制站／蓮塘口岸
- 香園圍
- 蓮塘街道

## 車坑分佈
| 車坑分佈（以入口最左邊起計） | 車坑分佈（以入口最左邊起計） | 車坑分佈（以入口最左邊起計） |
| 車坑編號                     | 車坑數目                     | 路線                         |
| ---------------------------- | ---------------------------- | ---------------------------- |
| 北面部分                     |                              |                              |
| 1                            | 東面                         | 的士落客區                   |
| 2                            | 南面                         | 新界、市區的士站             |
| 香園圍邊境管制站客運大樓     |                              |                              |
| 西南面部分                   |                              |                              |
| 1                            | 西面                         | 專線小巴59S線                |
| 2                            | 東面                         | 城巴B7線                     |
| 3                            | 東面                         | 城巴B8線                     |
| 4                            | 東面                         | 九龍巴士B9、B9A線            |
| 東南面部分                   |                              |                              |
| 1-9                          | 西面                         | 非專營巴士                   |
| 10                           | 北面                         | 復康巴士                     |
| 11-12                        | 東面                         | 落客站                       |

## 外部連結
- 香港巴士大典上的相关条目：香園圍邊境管制站公共運輸交匯處